# Jakowlew Jak-24
Die Jakowlew Jak-24 (russisch Яковлев Як-24) aus dem sowjetischen Konstruktionsbüro Jakowlew war ein Hubschrauber mit Tandemrotoranordnung. Der Erstflug fand am 3. Juli 1952 statt. Das Modell wurde unter der Bezeichnung fliegender Waggon (Летающий вагон) bekannt und trug den NATO-Codenamen „Horse“.

## Entwicklung
Ende 1951 vergab die Sowjetunion zwei Entwicklungsaufträge für große Transporthubschrauber. Ein Auftrag für eine zwölfsitzige Maschine in Haupt-/Heckrotoranordnung ging an das Konstruktionsbüro Mil, den zweiten Auftrag für die Entwicklung eines 24-sitzigen Hubschraubers mit Tandemkonfiguration der Rotoren erhielt das Büro Jakowlew. Aufgabe war, die jeweiligen Versuchsmuster innerhalb eines Jahres in die Luft zu bringen.
Bei der Erprobung traten starke Schwingungen an den Rotoren und Triebwerken auf. Von Anfang an behinderten diese Vibrationen die weitere Entwicklung. So kam es, dass beim dynamischen Belastungstest über 300 Stunden, als der Hubschrauber ohne Besatzung an Stahlseilen befestigt knapp über dem Boden schwebte, nach nur 178 Betriebsstunden die Befestigung des hinteren Triebwerks brach. Nach den Aussagen eines Ingenieurs kippte dadurch der hintere Rotor nach vorn und begann die Maschine zu zerstückeln. Aus beschädigten Benzinleitungen austretender Kraftstoff kam mit den Motoren in Kontakt und verursachte einen Brand, der den Hubschrauber zerstörte. Mit einer weiteren Maschine wurde durch die Testpiloten Sergei Browzew und Jegor Miljutitschew schließlich nach etlichen kurzen Versuchssprüngen der Erstflug durchgeführt, bei dem ebenfalls starke Vibrationen auftraten. Die Ursache konnte aber schlussendlich erkannt und das Problem durch Kürzung der Rotorblätter um 50 Zentimeter behoben werden. Im Winter 1953 ging der zweite Prototyp in die staatliche Erprobung und ging dort ebenfalls verloren, als während weiterer unbemannter Tests alle vier Stahlseile rissen und der Jak-24 aus acht Metern Höhe zu Boden stürzte und zerstört wurde. Mit dem letzten flugfähigen Exemplar konnte die Erprobung schließlich zu Ende geführt werden.
Am 17. Dezember 1955 setzte eine Jak-24 zwei neue Nutzlast-Höhen-Weltrekorde für ihre Klasse, als sie 2000 kg Last auf eine Höhe von 5082 m und 4000 kg Last auf über 2000 m beförderte.

## Produktion und Einsatz
Die Maschinen hatten Vierradfahrwerke und Heckleitwerke mit rechteckigen Endscheiben.
1959 wurde die Version Jak-24U als Standardmodell eingeführt. Sie hatte einen verbesserten Rotor, einen verstärkten Rumpf mit größerer Frachtkapazität und konnte Außenlasten transportieren. Der Hubschrauber konnte 3,5 t Fracht oder 40 voll ausgerüstete Soldaten transportieren. Etwa 100 Stück wurden gebaut sowie rund 50 Stück Jak-24UB.

## Versionen
- Jak-24A: ziviles Aeroflot-Modell von 1960 für 30 Passagiere
- Jak-24K: Aeroflot-Luxus-Modell für acht bis neun Passagiere mit größeren viereckigen Fenstern und kürzerem Rumpf
- Jak-24P: Aeroflot-Modell für 39 Passagiere mit zwei 1500-PS-Isotow-Triebwerken, wurde nicht ausgeführt
- Jak-24UB: Standardmodell der Sowjetarmee, Erstflug Dezember 1957, auch Jak-24U

## Technische Daten
| Kenngröße             | Daten                                 |
| --------------------- | ------------------------------------- |
| Baujahre              | 1953 – ?                              |
| Besatzung             | 2–4                                   |
| Passagiere            | 30 Soldaten oder 18 Verletzte liegend |
| Rotordurchmesser      | 20,00 m                               |
| Länge                 | 21,34 m                               |
| Höhe                  | 6,50 m                                |
| Rotorkreisfläche      | 314,15 m² gesamt                      |
| Kabine (l × b × h)    | 10,00 × 2,00 m × 2,00 m               |
| Leermasse             | 10.607 kg                             |
| Startmasse            | 14.270 kg                             |
| Nutzlast              | 3.000 kg                              |
| Höchstgeschwindigkeit | 195 km/h                              |
| Gipfelhöhe            | 4.200 m                               |
| Reichweite            | 266 km                                |
| Triebwerke            | zwei Schwezow-Sternmotoren ASch-82W   |
| Leistung              | je 1.700 PS (1.250 kW)                |